# Super Princess Peach
Super Princess Peach is een avonturenspel voor de Nintendo DS, uitgebracht op 26 mei 2006. Super Princess Peach werd ontwikkeld en uitgegeven door Nintendo.
Super Princess Peach is het eerste spel waarin Peach een "echte" hoofdrol speelt. Peach moet de broers Mario en Luigi redden, die door Bowser gevangen zijn genomen. Tijdens haar zoektocht maakt ze onder andere gebruik van haar eigen paraplu, Perry.